# Buļļuciems
Buļļuciems es un barrio de la ciudad de Jūrmala, Letonia.

## Superficie
Posee una superficie de 4,6 kilómetros cuadrados (459 hectáreas).

## Población
Hasta 2008 presentaba una población de 812 habitantes, con una densidad de población de 176,5 habitantes por kilómetro cuadrado.